# Geoff Shipton
Geoff Shipton (n. 4 iunie 1941, Sydney, Noul Wales de Sud, Australia) este un înotător ce a reprezentat Australia, medaliat olimpic. A participat la o ediție a Jocurilor Olimpice (1960) în care a câștigat două medalii de argint.